# 狄宇宙
狄宇宙（1957年—），普林斯顿高等研究院教授、上海纽约大学客座教授，致力于东亚古代史，尤其是中国与中亚从古至今关系史的研究。
1998年至2003年，在新西兰坎特伯雷大学任教中国史专业，1989年至1992年在剑桥大学克莱尔学院任研究员，1993年至1999年在哈佛大学任助理教授。

## 作品
- (2003) "Manchu-Mongol Relations on the Eve of the Qing Conquest （页面存档备份，存于）," : Brill.
- (2010) "Ancient China and Its Enemies: The Rise of Nomadic Power in East Asian History （页面存档备份，存于）," : Cambridge University Press.[2]